# Potterton
Potterton – wieś w Anglii, w hrabstwie ceremonialnym West Yorkshire, w dystrykcie metropolitalnym Leeds. Leży 12 km na północny wschód od centrum miasta Leeds i 273 km na północ od Londynu.